# Huangshi, Chongqing
Huangshi (kinesiska: 黄石) är en köping i sydvästra Kina. Den ligger i Yunyang härad i storstadsområdet Chongqing, omkring 260 kilometer nordost om det centrala stadsdistriktet Yuzhong. Antalet invånare är 8 778. Befolkningen består av 4 361 kvinnor och 4 417 män. Barn under 15 år utgör 21,0 %, vuxna 15-64 år 62 %, och äldre över 65 år 15,0 %.